# الهروب من السجن (مسلسل)
الهروب من السجن أو بريزون بريك (بالإنجليزية: Prison Break) هو مسلسل تلفزيوني أمريكي من تأليف الكاتب والمخرج بول شويرينغ. تم عرض مواسمه الأربعة على شبكة فوكس التلفزيونية ابتداءً من 29 أغسطس 2005 وحتى 15 مايو 2009، أما الموسم الخامس فقد تم عرضه في 4 أبريل وحتى 30 مايو 2017. تدور قصة المسلسل حول أخوين، أحدهما حكم عليه بالإعدام لجريمة لم يرتكبها، والآخر يرسم خطة مفصلة لمساعدة أخيه على الفرار من السجن ومسح سجله. تم إنتاج المسلسل من قبل شركة أدلستين-باروس للإنتاج، بالتعاون مع شركة أوريجينال فيلم، وشركة تلفزيون فوكس للقرن العشرين. رُشحت موسيقى المسلسل التي ألفها الملحن رامين جوادي لنيل جائزة إيمي في عام 2006.
في عام 2003 رفضت شبكة فوكس دعم المسلسل معربة عن قلقها وعدم ثقتها من نجاح المسلسلات الطويلة. إلا أنه بعد نجاح عدة مسلسلات مشابهة من بينها المسلسلي لوست و24 دفعها ذلك لتغيير رأيها، وفي عام 2004 قررت دعم الإنتاج والتحضير للمسلسل. تلقى الموسم الأول مراجعات إيجابية، وأداء جيد في التصنيفات. في البداية كان من المقرر أن يتكون الموسم الأول من ثلاثة عشر حلقة، إلا أنه بسبب الشعبية التي حققها تم تمديده ليشمل تسع حلقات إضافية. رُشح مسلسل بريزون بريك لعدة جوائز من بينها جائزة الكرة الذهبية لعام 2005 لأفضل مسلسل دراما، وجائزة إختيار الشعب لعام 2006 لدراما تلفزيونية جديدة مفضلة، وقد فاز بهما.
في يناير 2016 أعلنت شبكة فوكس التلفزيونية عن الموسم الخامس من بريزون بريك. وفي 4 أبريل 2017 تم عرضه للمرة الأولى، حيث بثت حلقاته التسعة في أيام الثلاثاء عند الساعة 9:00 مساءً ET. وأُختتم الموسم في 30 مايو 2017.
في يناير 2018 أعلنت شبكة فوكس التلفزيونية عن الموسم السادس من بريزون بريك.
في العالم العربي تم عرض المسلسل مترجم على قناة إم بي سي أكشن عام 2007

## المواسم
| الموسم | الموسم | عدد الحلقات | تاريخ البث الأصلي | تاريخ البث الأصلي |
| الموسم | الموسم | عدد الحلقات | بثت لأول مرة      | بث آخر مرة        |
| ------ | ------ | ----------- | ----------------- | ----------------- |
|        | 1      | 22          | 29 أغسطس، 2005    | 15 مايو، 2006     |
|        | 2      | 22          | 21 أغسطس، 2006    | 2 أبريل، 2007     |
|        | 3      | 13          | 17 سبتمبر، 2007   | 18 فبراير، 2008   |
|        | 4      | 24          | 1 سبتمبر، 2008    | 15 مايو، 2009     |
|        | 5      | 9           | 4 أبريل، 2017     | 30 مايو، 2017     |

### الموسم 1
يحكي الموسم الأول إنقاذ لينكون بوروز (دومينيك بورسيل)، الذي يُتهم بقتل ترينس ستيدمان (جيف بيري) شقيق نائبة رئيس الولايات المتحدة. يُحكم على لينكون بالإعدام ويسجن في إصلاحية نهر فوكس وفيها ينتظر تنفذ الحكم. شقيق لينكون مايكل سكوفيلد (وينتورث ميلر) يؤمن ببراءة أخيه، ولهذا دبّر سطوا مسلحا ليُعتقل ويُحكم عليه بالسجن في الإصلاحية. يقترب مايكل من طبيبة السجن سارا تانكريدي (سارة وين كوليز) ويدعي أنه مصاب بالنمط الأول من السكري لكي يدخل يوميا إلى مستوصف السجن. تساعدهما صديقتهما فيرونيكا دونوفان (روبن توني) في محاولة إبطال الإعدام فتبدأ بالتحقيق في المؤامرة التي تسببت في سجن لينكون، ولكن يعرقل جهودها عملاء سريون ينتمون إلى منظمة تدعى الشركة. كانت الشركة مسؤولة عن اتهام لينكون، وقامت بذلك انتقامًا من والده ألدو بوروز لعلاقته السابقة بالشركة. استطاع الأخوين في نهاية المسلسل ومعهما ستة سجناء آخرين الهروب من السجن، وأصبحوا يعرفون باسم «ثمانية نهر فوكس».

### الموسم 2
يبدأ الموسم الثاني بعرض ما بعد ثمانِ ساعات من الهرب، ويركز على الهاربين. تفرّق الهاربون وتوجه كل واحد منهم إلى هدفه. يطارد براد بيليك (ويد وليامز) السجناء الهاربين من السجن الذي عمل فيه حارسًا طلبا للمكافأة المالية. تجمع عدد من الهاربين للبحث عن مبلغ ضخم دفنه منذ زمن أحد السجناء.. يُعتقد أنه ديفيد كوبر السجين الذي قفر من طائرة وبحوزته خمسة ملايين دولار، دفنها في مزرعة في يوتاه. يتولى العميل الفيدرالي ألكساندر ماهون (ويليام فيشتنر)مهمة مطاردة الهاربين الثمانية وإلقاء القبض عليهم، لكن يُكشف فيما بعد أنه يعمل لدى الشركة التي تريد قتلهم جميعا. عندما اكتشفت سارا موت والدها الحاكم فرانك تانكريدي، التقت بمايكل فساعدته بينما كان الأخوان خططان لابتزاز الرئيسة التي كانت عضوًا في الشركة. تعرضت سارا للمحاكمة، لكنها رفضت الاعتراف لسلامة الأخوين. أثناء المحاكمة، برّأت شهادة بول كيليرمان -الذي كان يعمل لصالح الشركة- سارا ولينكون. قُتل واعتقل عدد من السجناء، لكن الأخوين تمكنا من النجاة إلى باناما. ألقت السلطات البانامية القبض على مايكل وتي باغ وبيليك وماهون وأودعتهم إصلاحية سونا الفيدرالية.

### الموسم 3
يعرض الموسم الثالث مايكل في سجن سونا ولينكون خارج السجن في باناما. سونا هو سجن يديره السجناء من الداخل، ويشرف عليه الحراس من الخارج منذ أن قام السجناء بأعمال شغب قبل سنة من دخول مايكل. سرعان ما تتصل جريتشين مورغان (عميلة الشركة في باناما) بلينكون لتبلغه أنهم يحتجزون ابنه إل جي (مارشال ألمان) وحبيبة مايكل سارا تانكريدي (سارة وين كوليز) وتخبره أن الشركة تريد من سكوفيلد أن يخرج جيمس ويسلر (شيرز فانس) من سونا. يعرض الموسم محاولات مايكل وويسلر للهرب، وفيه يواجه مايكل صعوبة بالغة في الهرب من السجن ويتعامل لينكون مع عميلة الشركة جريتشين. يحصل سوكري على عمل في السجن ليساعد مايكل في خطة هربه. عندما حاول لينكون إنقاذ سارا وإل جي مُسترشدا بعبارة ذكرتها سارا أثناء مهاتفتها لمايكل، فادعت جريتشين أنها قتلت سارا وأرسلت رأسًا إلى لينكون في صندوق. في نهاية الموسم تمكن الاثنان من الهرب ومعهم ماهون، وتركوا ليشرو وتي-باغ وبيليك لتعتقلهم السلطات. يتعرف أحد حراس السجن على هوية سوكري فيأمر بسجنه في سونا بمجرد أن هربوا. يُقايَض ويسلر بإل جي وصوفيا (حييبة ويسلر التي اعتقلتها الشركة خوفا من أن يهرب ويسلر معها)، ويعزم مايكل رد ثأره من جريتشين على مقتل سارا.

### الموسم 4
بدأ التصوير في شهر ماي 2008 وتم البث أول حلقة في شهر 1 سبتمبر 2008 ومدتها ساعتين ويتم فيها قتل جيمس ويسلر من قبل الكومباني. عندما عرف مايكل أن غريتشن وويسلير في مبنى ذهب مايكل وقابل غريتشن لينتقم منها لأنها قتلت صديقة مايكل سارة لكن غريتشين أعترفت انها لم تقتل سارة وأن سارة هربت لكن مايكل لم يصدقها ثم جاء ويسلير فصوب المسدس على مايكل للأبتعاد من غريتشين فهربت غريتشين وويسلير. فذهب مايكل وتحدث مع صديق والد سارة لإغن صديق والد سارة (بروس) قال لي مايكل بإن سارة عنده فذهب مايكل ورآها بدهشة. تدور أحداث الموسم في لوس انجلوس حيث يسعى مايكل سكوفيلد بعد أن اقنعه عميل وكالة الأمن القومي ان يقوم بمحاولة الحصول على (سيلا)وهي عبارة عن بطاقه تحتوي جميع المعلومات عن الشركة التي تسعى لقتل مايكل ولينكون يتضح في الحلقة الثالثة من الموسم ان سيلا هي عبارة عن ست قطع ويجب على الاخوين ان يحلصوا عليها جميعا ليستطيعوا قراءة ما في داخلها من معلومات حول الكومباني ويكتشفون بمرور الزمن أن الست قطع هي مفاتيح لسيلا وسيلا تحتوي على أسماء وسجلات.
يساعد مايكل اخاه لنكولن وسوكري واليكس ماهون وبراد بيليك بالإضافة إلى عودة سارة تانكريدي وظهور والدة مايكل ولينكون كريستينا سكوفيلد وهي كانت تعمل مع الكومباني ثم كما يتضح من الأحداث أن كريستينا سكوفيلد (والدة مايكل) انقلبت لتسيطر على الكومباني ويتضح من متابعة المسلسل ان لينك ليس أخو مايكل ولكن والد مايكل تبناه بعد مقتل والده ووالدته في إحدى عمليات تابعة للشركة وسارة اتضح انها حامل من مايكل وهو لا يعلم وكانت هناك محاولة لقتل الجنرال تحت اشراف كريستينا لكنه ينجو ويتم اختطاف سارة من قبل الجنرال واختطاف لينكون من قبل كريستينا وأطلقت رصاصة على رئته لكى يموت ببطئ وجميعهم يساومون مايكل على سيلا وبعبقرية ينجح مايكل في الحصول على سارة ولينكون وسيلا وهنا يظهر سوكرى وكيلرمان والذي احضر عضو من الأمم المتحدة واخذوا سيلا و تم تبرئة الجميع (مايكل - بروزو - اليكس ماهون - سوكرى) وتم ارجاع تى-باج إلى السجن مرة أخرى بناء على رغبة السابقين، ما عدا سارة التي سجنت إلا أن مايكل تمكن من تهريبها في نهاية الامر مضحيا بحياته في سبيل ذلك، وفي النهاية عاش الجميع في سعادة.

### الموسم 5
"prison break sequel" وهو الموسم الجديد من هذا المسلسل وعرض في ( 4 أبريل - 2017 )، وانتهى وهو مكون من 9 حلقات فقط. تم تصويره في المغرب

## الممثلون والشخصيات
| الشخصية                         | الممثل                                       | المواسم | معلومات |
| ------------------------------- | -------------------------------------------- | --- | --- |
| ثيودور "تي باغ" باغويل          | روبرت نبر                                    | 1، 2، 3، 4،5 | حكم على تي باغ بالسجن مدى الحياة بدون احتمالية إطلاق السراح بسبب اختطاف واغتصاب أطفال وجرائم من الدرجة الأولى. |
| براد بيليك                      | ويد ويليامز                                  | 1، 2، 3، 4 | براد بليك هو القائد السابق لحرس سجن فوكس ريفر ستيت. بعد تسريحه لهروب عدد من السجناء؛ يقرر بليك أن يتتبع الهاربين للحصول على الجائزة المالية.توفي في الموسم الرابع بعد أن جرفه التيار المائي |
| لينكون بوروز                    | دومينيك بورسيل                               | 1، 2، 3، 4،5 | حكم على لينكون بالإعدام بسبب اغتيال ترنس ستيدمان، وهي جريمة لم يرتكبها. نقل إلى سجن فوكس ريفر حتى إعدامه. |
| بنجامين مايلز "سي نوت" فرانكلين | روكموند دنبار                                | 1، 2، 4 | سي نوت يعرف أيضاً باسم "صيدلي السجن" في فوكس ريفر، حكم عليه بالسجن لثماني سنوات بسبب متاجرته ببضائع مسروقة في السوق السوداء خلال تواجد بعثته العسكرية في منطقة الخليج.ويتم تبرأته من تهمه في نهاية الموسم الثاني بعد أن طلبت منه الحكومة الاعتراف على العميل ماهون، عدا في الموسم الرابع وهو الذي دل سوكري والمجموعة على بول كيليرمان |
| بول كيليرمان                    | بول أدلستاين                                 | 1، 2،4 | كلرمان هو عميل سري مفوض من قبل رينولدس ليتابع إتمام عملية إعدام لينكون بوروز.ينتهي دوره في نهاية الموسم الثاني بعد أن اعترف على جرائم الكومباني، وعاد في الموسم الرابع كهيئة عضو في مجلس الشيوخ (company) |
| ألكساندر ماهون                  | ويليام فيكتنر                                | 2، 3، 4 | ماهون هو عميل خاص لمكتب التحقيقات الفيدرالي وهو مسؤول عن مطاردة هاربي فوكس ريفر. |
| مايكل سكوفيلد                   | وينتورث ميلر                                 | 1، 2، 3، 4،5 | مايكل قام بعملية سرقة لمصرف لكي يحتجز في سجن فوكس ريفر، فيتسنى له مساعدة أخاه لينكون بوروز على الهروب. |
| فرناندو سوكري                   | أموري نولاسكو                                | 1، 2، 3، 4،5 | سوكري كان زميل مايكل في الزنزانة، وحكم عليه لمدة خمس سنوات بسبب السرقة. |
| سارا تانكردي                    | سارة وين كوليز 5,\|align=center\| 1، 2، 3، 4 | سارا كانت واحدة من قلة الأطباء الذين يعملون في فوكس ريفر، وابنة لحاكم ولاية.يظهر انها قد قتلت على ايدي الكومباني (الشركة) في الموسم الثالث ولكن تعود للظهور في بداية الموسم الرابع | |
| كريستينا سكوفيلد                | كاثلين كوينلان                               | 4 | كريستينا روز والدة مايكل ولينكون وتعمل لدى الكومباني (الشركة) تظهر في الموسم الرابع |
| الجنرال جوناثان كرانتز          | ليون روسوم                                   | 4،3 | الجنرال هو زعيم المنظمة الفاسدة المساماة بالكومباني (الشركة) وهو كان سبب في مقتل العديد من الأشخاص |

غريتشن مورغان ( جودي لين اوكيف)
```
3,4
```

عميلة الشركة في بنما تكلف في متابعة مايكل سكوفيلد
وخطة هروبه، لاحقاً في الموسم الرابع في البحث عن سيلا

## البث
- الجدول الموالي يرتب حسب التاريخ أول مرة تم فيها عرض الجزء الأول من المسلسل في كل بلد.

| الدولة                   | القناة الباثة           | التاريخ        | العنوان الآخر/الترجمة                    | رابط المسلسل على موقع القناة |  |
| ------------------------ | ----------------------- | -------------- | ---------------------------------------- | ---------------------------- |  |
| الولايات المتحدة         | شبكة فوكس التلفزيونية   | 29 أغسطس 2005  |                                          |                              |  |
| كندا                     | شبكة غلوبال التلفزيونية | 29 أغسطس 2005  |                                          |                              |  |
| البرازيل                 | قناة فوكس               | 10 أكتوبر 2005 |                                          |                              |  |
| الأرجنتين                | قناة فوكس               | 10 أكتوبر 2005 |                                          |                              |  |
| تشيلي                    | قناة فوكس               | 10 أكتوبر 2005 |                                          |                              |  |
| السويد                   | TV3                     | 1 يناير 2006   |                                          |                              |  |
| النرويج                  | TV3                     | 5 يناير 2006   |                                          |                              |  |
| جنوب إفريقيا             | M-Net                   | 17 يناير 2006  |                                          |                              |  |
| المملكة المتحدة          | 5 (عدد)                 | 15 يناير 2006  |                                          |                              |  |
| أستراليا                 | Channel Seven           | 1 فبراير 2006  |                                          |                              |  |
| فيجي                     | Fiji One                | 21 فبراير 2006 |                                          |                              |  |
| الفلبين                  | Crime Suspense          | 21 فبراير 2006 |                                          |                              |  |
| تركيا                    | CNBC-e                  | 2 مارس 2006    |                                          |                              |  |
| هولندا                   | RTL 5                   | 16 مارس 2006   |                                          |                              |  |
| الدنمارك                 | TV3                     | 19 مارس 2006   |                                          |                              |  |
| تايلاند                  | UBC Series              | 26 مارس 2006   |                                          |                              |  |
| إندونيسيا                | Antv                    | 7 أبريل 2006   |                                          |                              |  |
| ماليزيا                  | 8TV                     | 10 أبريل 2006  |                                          |                              |  |
| كيبك                     | شبكة التلفزيون الكندية  | 20 أبريل 2006  | (الهروب الكبير)La grande évasion         |                              |  |
| إيطاليا                  | إيطاليا 1 ‏              | 23 مايو 2006   |                                          |                              |  |
| أيرلندا                  | RTÉ Two                 | 20 يونيو 2006  |                                          |                              |  |
| نيوزيلندا                | TV3                     | 21 يونيو 2006  |                                          |                              |  |
| المكسيك                  | تيلفيزا                 | 3 يوليو 2006   | (البحث عن العدالة) En busca de la verdad |                              |  |
| كوريا الجنوبية           | Catch On                | 17 يوليو 2006  |                                          |                              |  |
| بيرو                     | تلفزيون أمريكا          | 20 أغسطس 2006  |                                          |                              |  |
| سويسرا                   | TSR1                    | 21 أغسطس 2006  |                                          |                              |  |
| المجر                    | RTL Klub                | 23 أغسطس 2006  | A szökés (الهروب الكبير)                 |                              |  |
| فرنسا                    | إم 6                    | 31 أغسطس 2006  |                                          |                              |  |
| كرواتيا                  | RTL Televizija          | 4 سبتمبر 2006  | Zakon braće (حق الأخ)                    |                              |  |
| هونغ كونغ                | TVB Pearl               | 5 سبتمبر 2006  | (الهروب) 逃                              |                              |  |
| لاتفيا                   | TV3                     | 6 سبتمبر 2006  | (الهروب) Izlaušanās                      |                              |  |
| ليتوانيا                 | TV3                     | 5 سبتمبر 2006  |                                          |                              |  |
| إستونيا                  | TV3                     | 8 سبتمبر 2006  |                                          |                              |  |
| المغرب                   | 2Mدوزيم                 | 9 سبتمبر 2006  |                                          |                              |  |
| روسيا                    | Ren-TV                  | 10 سبتمبر 2006 |                                          |                              |  |
| بلجيكا                   | Kanaal Twee             | 10 سبتمبر 2006 |                                          |                              |  |
| فنلندا                   | MTV3                    | 12 سبتمبر 2006 |                                          |                              |  |
| إسبانيا                  | La Sexta                | 21 سبتمبر 2006 |                                          |                              |  |
| سنغافورة                 | Channel 5               | 21 سبتمبر 2006 |                                          |                              |  |
| اليابان                  | شبكة تلفزيون نيبون      | 6 أكتوبر 2006  | プリズンブレイク (تلفظ: بريزون بريكه)    |                              |  |
| بلغاريا                  | Nova Television         | 20 أكتوبر 2006 |                                          |                              |  |
| تونس                     | قناة حنبعل              | 25 أكتوبر 2006 |                                          |                              |  |
| البرتغال                 | Fox                     | 4 نوفمبر 2006  |                                          |                              |  |
| آيسلندا                  | Stöð 2                  | 2007           |                                          |                              |  |
| سلوفينيا                 | POP TV                  | 27 يناير 2007  |                                          |                              |  |
| بولندا                   | بولسات                  | 28 يناير 2007  |                                          |                              |  |
| سلوفاكيا                 | TV JOJ                  | 28 يناير 2007  |                                          |                              |  |
| السعودية، والشرق الأوسط  | MBC Action              | 5 مارس 2007    | بريزون برايك (Prison Break)              |                              |  |
| الإمارات العربية المتحدة | أبوظبي دراما            | 2016           | Prison Break                             |                              |  |
| سوريا                    | سبيس باور               | 2010           | بريزن بريك                               |                              |  |

## التوزيع
- دي في دي

|  | 1 | 22 | 6 | الولايات المتحدة: 8 أغسطس 2006   | المملكة المتحدة: 18 سبتمبر 2006 | أستراليا: 13 سبتمبر 2006 |  |
|  |   |    |   |                                  |                                 |                          |  |
|  | 2 | 22 | 6 | الولايات المتحدة: 4 سبتمبر، 2007 | المملكة المتحدة: 20 أغسطس، 2007 | N/A                      |  |

## وصلات خارجية
- الهروب من السجن على موقع IMDb (الإنجليزية)
- الهروب من السجن على موقع ميتاكريتيك (الإنجليزية)
- الهروب من السجن على موقع روتن توميتوز (الإنجليزية)
- الهروب من السجن على موقع نتفليكس (الإنجليزية)
- الهروب من السجن على موقع فيلمافينيتي (الإسبانية)
- الهروب من السجن على موقع كينوبويسك (الروسية)
- الهروب من السجن على موقع ألو سيني (الفرنسية)
- الهروب من السجن على موقع قاعدة بيانات الفيلم (الإنجليزية)
- الصفحة الرسمية للمسلسل